# 久保太陽
久保 太陽（くぼ たいよう、2002年11月5日 - ）は、ジャパンラグビーリーグワンの中国電力レッドレグリオンズに所属するラグビーユニオン選手。

## 経歴
2018年、報徳学園高等学校に入学。
高2・高3の時に花園（全国高等学校ラグビーフットボール大会）に先発ロックで出場した。
2021年、同志社大学に進学。1年時から公式戦に出場し、大学選手権にも出場。
2025年4月1日、ジャパンラグビーリーグワンの中国電力レッドレグリオンズに加入した。